# ユーリー・ウラジミロヴィチ (ムーロム公)
ユーリー・ウラジミロヴィチ（ロシア語: Юрий Владимирович ? - 1176年1月19日）は歴代ムーロム公のうちの一人である（在位：1162年 - 1176年）。リャザン大公ウラジーミルの子。
1162年（1161年という記録もある）に父のウラジーミルが死去した後、上位の公位であるリャザン公には従叔父のグレプが就き、その子孫が継いだ。一方、ユーリーらウラジーミルの子孫の統治のもとで、ムーロム公国はリャザン公国から分離した。ムーロムは、ウラジーミル・スズダリ公国の首都ウラジーミルに近接しており、ムーロム公もまた、ウラジーミル・スズダリ公と同盟して行動した。
1164年、ユーリーはブルガル族に対する、ウラジーミル・スズダリ公国のアンドレイ・ボゴリュブスキーの遠征軍に援軍を送った。また、1169年末にはノヴゴロド公ロマンに、1172年冬には再びブルガル族に、1173年にはキエフ公国のロスチスラフの子に対して軍勢を差し向けた。
1174年にアンドレイが死ぬと、ウラジーミル大公国（アンドレイ以降、ウラジーミル・スズダリ公国の統治者は大公を称した）では権力闘争が勃発したが、この時はヤロポルク（アンドレイの甥）を支援し、ミハイル（アンドレイの弟）に対する遠征に参加した。ユーリーはその2年後の1176年に死去した。

## 子
- ウラジーミル：ムーロム公・1176年 - 1205年。
- ダヴィド(ru)：ムーロム公・1205年 - 1228年。
- ユーリー(ru)：ムーロムの分領公国の公。